# Repórter X (jornal)
Repórter X: semanário de grandes reportagens e de critica a todos os acontecimentos sensacionais de Portugal e estrangeiro foi publicado em Lisboa,  com início em agosto de 1930, perfazendo um total de  133 números. O seu criador, Reinaldo Ferreira mais conhecido pelo seu pseudónimo Repórter X (o próprio título do jornal) e seus colaboradores, desenvolvem uma  escrita criativa, emotiva, sensacionalista, justiceira que já tinha conquistado a simpatia do público noutros jornais, definindo um estilo próprio em  que a vertente ficcional faz parte da produção jornalística. Faziam parte da sua equipa: Rocha Martins, Ernesto Belo Redondo, Eduardo Frias, Ilídio Ferreira, Guido Ruivo,  o fotógrafo Armando Serôdio, os ilustradores Iberino dos Santos e Stuart Carvalhais, o caricaturista TOM e, numa segunda fase, outros jornalistas se associaram ao projeto, nomeadamente:, António Botto,  Hugo Rocha, Guido Severo, Artur Portela,  Norberto de Araújo, Lino Pinto, e também o ilustrador Octávio Sérgio. Reinaldo Ferreira faz ainda mais uma incursão no mundo jornalístico com o título X: semanário de grandes reportagens iníciado em 1934 até à sua morte em 1935.